# Публий Целий Аполинар
Публий Целий Аполинар (на латински: Publius Coelius Apollinaris) е политик и сенатор на Римската империя през началото на 2 век.
Фамилията му произлиза от Бетика. През 111 г. той е суфектконсул заедно с Луций Октавий Крас. Вероятно е баща на Публий Целий Балбин (консул 137 г.).